# EMF Nations Games 2019
EMF Nations Games 2019 byly 1. ročníkem série pěti turnajů Evropských her v malém fotbale, které se sloužily jako příprava na MS v malém fotbale 2019. Konaly se ve městech Galanta na Slovensku, Kyjev na Ukrajině, Graz v Rakousku, Vitez v Bosně a Hercegovině a v Brně v Česku. První přípravný turnaj se odehrál 8. května a poslední 24. srpna. Účastnilo se ho celkem 15 týmů, které byly vždy v jedné skupině po 4 týmech (s výjimkou turnaje na Ukrajině). Tým, který měl nejvíce bodů, zvítězil v daném turnaji.

## 1. turnaj (Galanta, Slovensko)
První turnaj série EMF Nations Games 2019 se konal ve slovenském městě Galanta v období 8. května 2019. Účastnili se ho 4 týmy, které byly rozděleny do jedné skupiny po 4 týmech. Turnaj vyhrálo Česko.

### Zápasy
| Tým       | Z | V | R | P | VG | IG | +/− | B |
| --------- | - | - | - | - | -- | -- | --- | - |
| Česko     | 3 | 2 | 0 | 1 | 12 | 8  | +4  | 6 |
| Slovensko | 3 | 1 | 2 | 0 | 6  | 5  | +1  | 5 |
| Maďarsko  | 3 | 1 | 1 | 1 | 8  | 7  | +1  | 4 |
| Anglie    | 3 | 0 | 1 | 2 | 5  | 11 | −6  | 1 |

| 8. května 2019 9:00                                                         |       |                                          |                                    |
| Česko                                                                       | 5 : 2 | Anglie                                   | Stadion FC Slovan Galanta, Galanta |
| Ondřej Paděra 4' Tomáš Jelínek 8' Patrik Levčík 11', 39' David Pozníček 37' |       | Aryantaj Tajbakhsh 19' Charlie Kuehn 25' | Stadion FC Slovan Galanta, Galanta |

| 8. května 2019 11:30 |       |                   |                                    |
| Maďarsko             | 1 : 1 | Slovensko         | Stadion FC Slovan Galanta, Galanta |
| Bence Bognár 38'     |       | Jaroslav Repa 27' | Stadion FC Slovan Galanta, Galanta |

| 8. května 2019 13:00   |       |                 |                                    |
| Anglie                 | 1 : 1 | Slovensko       | Stadion FC Slovan Galanta, Galanta |
| Aryantaj Tajbakhsh 36' |       | Matúš Turan 25' | Stadion FC Slovan Galanta, Galanta |

| 8. května 2019 14:00                                    |       |                                 |                                    |
| Česko                                                   | 4 : 2 | Maďarsko                        | Stadion FC Slovan Galanta, Galanta |
| Pavel Šultes 19', 31' David Krška 35' Tomáš Jelínek 37' |       | Gábor Ivács 5' Bence Bognár 22' | Stadion FC Slovan Galanta, Galanta |

| 8. května 2019 15:30                                                       |       |                                      |                                    |
| Maďarsko                                                                   | 5 : 2 | Anglie                               | Stadion FC Slovan Galanta, Galanta |
| Gábor Ivács 19' Baltazár Büki 22', 31' Imre Bozsoki 25' Richars Rábold 35' |       | John Paul Collier 20' Sam Hurell 21' | Stadion FC Slovan Galanta, Galanta |

| 8. května 2019 16:30                               |       |                                          |                                    |
| Česko                                              | 3 : 4 | Slovensko                                | Stadion FC Slovan Galanta, Galanta |
| Čeněk Cenek 14' David Pozníček 26' Jiří Sodoma 30' |       | Ivan Buchel 11', 24', 36' Erik Szabo 31' | Stadion FC Slovan Galanta, Galanta |

## 2. turnaj (Kyjev, Ukrajina)
Druhý turnaj série EMF Nations Games 2019 se konal v ukrajinském městě Kyjev v období od 24. do 26. května 2019. Zápasy byly odehrány v rámci turnaje Klitschko Cup, který je pojmenován po starostovi Kyjeva Vitalijovi Kličkovi. Účastnilo se ho 6 týmů, které byly rozděleny do jedné skupiny po 6 týmech. Turnaj vyhrála Ukrajina.

### Zápasy
| Tým        | Z | V | R | P | VG | IG | +/− | B  |
| ---------- | - | - | - | - | -- | -- | --- | -- |
| Ukrajina   | 5 | 4 | 1 | 0 | 29 | 1  | +28 | 13 |
| Rumunsko   | 5 | 4 | 1 | 0 | 22 | 1  | +21 | 13 |
| Anglie     | 5 | 3 | 0 | 2 | 11 | 7  | +4  | 9  |
| Chorvatsko | 5 | 2 | 0 | 3 | 18 | 15 | +3  | 6  |
| Irsko      | 5 | 1 | 0 | 4 | 8  | 21 | −13 | 3  |
| Švýcarsko  | 5 | 0 | 0 | 5 | 3  | 49 | −46 | 0  |

| 24. května 2019 11:00                                                                                       |       |       |                       |
| Rumunsko | 5 : 0 | Irsko | Sportovní park, Kyjev |
| Ionut Andrei Nemitanu 14' Bogdan Corman 16' Sharon Chirica 19' Andrei Brasoveanu 35' Marian Radu Burciu 39' |       |       | Sportovní park, Kyjev |

| 24. května 2019 12:00            |       |                    |                       |
| Anglie                           | 2 : 1 | Chorvatsko         | Sportovní park, Kyjev |
| Kieron McCann 11' Ross Cable 35' |       | Nikola Drožđek 40' | Sportovní park, Kyjev |

| 24. května 2019 13:00 |        |           |                       |
| Ukrajina | 12 : 0 | Švýcarsko | Sportovní park, Kyjev |
| Viktor Panteleichuk 2' Oleh Polishchuk 10', 17', 20' Vitalii Aranovskyi 19' Vitalii Kharchenko 23' Serhii Romanovskyi 24' Yevhen Zaiets 26' Ivan Hlutskyi 30' Oleksii Drahan 38', 39' (pen.) Harley David Bellotti 40' (vl.) |        |           | Sportovní park, Kyjev |

| 24. května 2019 18:00                                                              |       |           |                       |
| Anglie                                                                             | 7 : 0 | Švýcarsko | Sportovní park, Kyjev |
| Kieron McCann 5', 7', 32' Mussa Bham 20' Lubomir Guentchev 27', 39' Ross Cable 40' |       |           | Sportovní park, Kyjev |

| 24. května 2019 19:00   |       |            |                       |
| Rumunsko                | 2 : 0 | Chorvatsko | Sportovní park, Kyjev |
| Sharon Chirica 16', 37' |       |            | Sportovní park, Kyjev |

| 24. května 2019 20:00                                                                                               |       |       |                       |
| Ukrajina | 6 : 0 | Irsko | Sportovní park, Kyjev |
| Viktor Tsoi 12' Yaroslav Aksenov 16' Andrii Khomyn 18' Mykhailo Her 25' Ivan Krivosheienko 28' Mykola Ishchenko 30' |       |       | Sportovní park, Kyjev |

| 25. května 2019 10:00                      |       |                                                                                         |                       |
| Švýcarsko                                  | 3 : 5 | Irsko                                                                                   | Sportovní park, Kyjev |
| Adam Cinalli 22' Daniele Coccioli 24', 26' |       | Shane Brown 4', 36' Graham Sullivan 11' Jason Marks 17' Harley David Bellotti 27' (vl.) | Sportovní park, Kyjev |

| 25. května 2019 11:00 |       |            |                       |
| Ukrajina | 8 : 0 | Chorvatsko | Sportovní park, Kyjev |
| Mykhailo Her 1', 9' Viktor Tsoi 5' Mykola Ishchenko 16' Yaroslav Aksenov 25' Ivan Krivosheienko 26', 40' Andrii Khomyn 30' |       |            | Sportovní park, Kyjev |

| 25. května 2019 12:00     |       |        |                       |
| Rumunsko                  | 1 : 0 | Anglie | Sportovní park, Kyjev |
| Ionut Andrei Nemitanu 16' |       |        | Sportovní park, Kyjev |

| 25. května 2019 18:00 |        | |                       |
| Švýcarsko             | 0 : 13 | Rumunsko | Sportovní park, Kyjev |
|                       |        | Bogdan Corman 1', 4', 5' Mihai Leaha 11' Adrian Calugareanu 16', 33' Andrei Brasoveanu 17' Razvan Plopeanu 21', 23', 28' Razvan Ieftimie 35' Ionut Alecu 36' Sharon Chrica 40' | Sportovní park, Kyjev |

| 25. května 2019 19:00                                                                         |       |                                                    |                       |
| Chorvatsko                                                                                    | 5 : 3 | Irsko                                              | Sportovní park, Kyjev |
| Mislav Kovacević 4' Slaven Hlišć 12' Nikola Drožđek 19' Goran Spasić 26' Marko Murselović 34' |       | Robert Alwright 14' Shane Farell 22' Jake Ryan 39' | Sportovní park, Kyjev |

| 25. května 2019 20:00                 |       |        |                       |
| Ukrajina                              | 2 : 0 | Anglie | Sportovní park, Kyjev |
| Ivan Hlutskyi 24' Oleh Polishchuk 39' |       |        | Sportovní park, Kyjev |

| 26. května 2019 13:00            |       |       |                       |
| Anglie                           | 2 : 0 | Irsko | Sportovní park, Kyjev |
| Robert Ursell 29' Bilal Butt 39' |       |       | Sportovní park, Kyjev |

| 26. května 2019 14:00 |        |           |                       |
| Chorvatsko | 12 : 0 | Švýcarsko | Sportovní park, Kyjev |
| Luka Šiprak 4' Mario Paveli 7', 24', 36' Slaven Hlišć 9', 20' Ivan Conjar 19' David Sabolek 19' Mislav Kovačević 32', 33', 34' Marko Muselović 35' |        |           | Sportovní park, Kyjev |

| 26. května 2019 15:00 |       |                    |                       |
| Ukrajina              | 1 : 1 | Rumunsko           | Sportovní park, Kyjev |
| Viktor Tsoi 34'       |       | Cosmin Amarinei 6' | Sportovní park, Kyjev |

## 3. turnaj (Graz, Rakousko)
Třetí turnaj série EMF Nations Games 2019 se konal v rakouském městě Graz v období od 6. do 7. července 2019. Účastnily se ho 4 týmy, které byly rozděleny do jedné skupiny po 4 týmech. Původně se turnaje měla účastnit reprezentace Česka a Švýcarska, nahradily je celky Slovenska a Itálie. Turnaj vyhrálo Slovensko.

### Zápasy
| Tým       | Z | V | R | P | VG | IG | +/− | B |
| --------- | - | - | - | - | -- | -- | --- | - |
| Slovensko | 3 | 3 | 0 | 0 | 18 | 1  | +17 | 9 |
| Rakousko  | 3 | 2 | 0 | 1 | 9  | 11 | −2  | 6 |
| Belgie    | 3 | 1 | 0 | 2 | 5  | 11 | −6  | 3 |
| Itálie    | 3 | 0 | 0 | 3 | 3  | 12 | −9  | 0 |

| 6. července 2019 12:00                            |       |                      |                        |
| Rakousko                                          | 3 : 1 | Itálie               | Stadion Gratkorn, Graz |
| Hamza Mikara 29' Edin Ibric 38' Manuel Stranz 51' |       | Aleksandar Duric 39' | Stadion Gratkorn, Graz |

| 6. července 2019 13:30                                     |       |        |                        |
| Slovensko                                                  | 4 : 0 | Belgie | Stadion Gratkorn, Graz |
| Jaroslav Repa 20', 49' Dušan Dzíbela 35' Martin Ďuráči 39' |       |        | Stadion Gratkorn, Graz |

| 6. července 2019 17:00                                                                     |       |        |                        |
| Slovensko                                                                                  | 6 : 0 | Itálie | Stadion Gratkorn, Graz |
| Dominik Rolinec 13' Filip Deket 39' Michal Takáč 40', 50' Erik Szabo 43' Eduard Gajdoš 45' |       |        | Stadion Gratkorn, Graz |

| 6. července 2019 18:30                                                                   |       |                                    |                        |
| Rakousko                                                                                 | 5 : 2 | Belgie                             | Stadion Gratkorn, Graz |
| Edin Bijeljinac 5' Edin Ibric 30' Karim Sallam 34' Kevin Todorovic 38' Manuel Stranz 47' |       | Yassin Calmaz 2' Julien Hubert 41' | Stadion Gratkorn, Graz |

| 7. července 2019 11:30                                         |       |                                             |                        |
| Belgie                                                         | 3 : 2 | Itálie                                      | Stadion Gratkorn, Graz |
| Dimitri Bisciari 32' Vincenzo Albanese 37' Dylan Bilteryst 43' |       | Aleksandar Duric 15' Bruno Pio Scordino 20' | Stadion Gratkorn, Graz |

| 7. července 2019 13:00 |       |                     |                        |
| Slovensko | 8 : 1 | Rakousko            | Stadion Gratkorn, Graz |
| Jaroslav Repa 11', 45', 24' (pen.) Peter Brestovanský 15' Martin Ďuráči 27' Dušan Dzíbela 37' Rudolf Beliš 47' Pavol Gere 50' |       | Edin Bijeljinac 21' | Stadion Gratkorn, Graz |

## 4. turnaj (Vitez, Bosna a Hercegovina)
Čtvrtý turnaj série EMF Nations Games 2019 se konal ve bosenském městě Vitez v období od 13. do 14. července 2019. Účastnily se ho 4 týmy, které byly rozděleny do jedné skupiny po 4 týmech. Turnaj vyhrála Bosna a Hercegovina.

### Zápasy
| Tým                 | Z | V | R | P | VG | IG | +/− | B |
| ------------------- | - | - | - | - | -- | -- | --- | - |
| Bosna a Hercegovina | 3 | 2 | 1 | 0 | 4  | 0  | +4  | 7 |
| Maďarsko            | 3 | 1 | 2 | 0 | 5  | 1  | +4  | 5 |
| Albánie             | 3 | 1 | 1 | 1 | 4  | 3  | +1  | 4 |
| Chorvatsko          | 3 | 0 | 0 | 3 | 1  | 10 | −9  | 0 |

| 13. července 2019 13:00 |       |         |                                               |
| Bosna a Hercegovina     | 1 : 0 | Albánie | Sportovní a rekreační středisko Romari, Vitez |
| Semir Mujkanović 2'     |       |         | Sportovní a rekreační středisko Romari, Vitez |

| 13. července 2019 14:00 |       |                                                         |                                               |
| Chorvatsko              | 0 : 4 | Maďarsko                                                | Sportovní a rekreační středisko Romari, Vitez |
|                         |       | Tamás Seregy 5', 39' Attila Fritz 7' Miklós Barabás 25' | Sportovní a rekreační středisko Romari, Vitez |

| 14. července 2019 10:00 |       |                   |                                               |
| Albánie                 | 1 : 1 | Maďarsko          | Sportovní a rekreační středisko Romari, Vitez |
| Eugen Shima 19'         |       | David Ladanyi 18' | Sportovní a rekreační středisko Romari, Vitez |

| 14. července 2019 11:00                                 |       |            |                                               |
| Bosna a Hercegovina                                     | 3 : 0 | Chorvatsko | Sportovní a rekreační středisko Romari, Vitez |
| Marko Vujica 10' Semir Mujkanović 38' Mladen Čečura 39' |       |            | Sportovní a rekreační středisko Romari, Vitez |

| 14. července 2019 12:00 |       |                     |                                               |
| Maďarsko                | 0 : 0 | Bosna a Hercegovina | Sportovní a rekreační středisko Romari, Vitez |
|                         |       |                     | Sportovní a rekreační středisko Romari, Vitez |

| 14. července 2019 13:00                           |       |                     |                                               |
| Albánie                                           | 3 : 1 | Chorvatsko          | Sportovní a rekreační středisko Romari, Vitez |
| Erald Leci 9' Ilirjan Matraxhi 25' Mario Biba 41' |       | Zoran Lukavečki 22' | Sportovní a rekreační středisko Romari, Vitez |

## 5. turnaj (Brno, Česko)
Pátý turnaj série EMF Nations Games 2019 se konal v Brně v období 24. srpna 2019. Účastnily se ho 4 týmy, které byly rozděleny do jedné skupiny po 4 týmech. Turnaj vyhrálo Rumunsko.

### Zápasy
| Tým       | Z | V | R | P | VG | IG | +/− | B |
| --------- | - | - | - | - | -- | -- | --- | - |
| Rumunsko  | 3 | 2 | 1 | 0 | 11 | 3  | +8  | 7 |
| Česko     | 3 | 1 | 2 | 0 | 8  | 4  | +4  | 5 |
| Slovensko | 3 | 1 | 1 | 1 | 13 | 6  | +7  | 4 |
| Španělsko | 3 | 0 | 0 | 3 | 3  | 20 | −17 | 0 |

| 24. srpna 2019 9:30 |       |                                                               |                          |
| Slovensko           | 1 : 3 | Rumunsko                                                      | Aréna za Lužánkami, Brno |
| Ján Andrejko 41'    |       | Toma Vincene 6' Robert Dragan Paulevici 40' Sebastian Rus 47' | Aréna za Lužánkami, Brno |

| 24. srpna 2019 11:00                                                                  |       |                             |                          |
| Česko                                                                                 | 5 : 1 | Španělsko                   | Aréna za Lužánkami, Brno |
| Dominik Kostka 6' Jiří Sodoma 40' (pen.) Stanislav Mařík 41', 47' Richard Svoboda 50' |       | Alvaro Colino Fernandez 33' | Aréna za Lužánkami, Brno |

| 24. srpna 2019 12:30                                                        |       |           |                          |
| Rumunsko                                                                    | 4 : 0 | Španělsko | Aréna za Lužánkami, Brno |
| Andrei Carstea 15' Razvan Plopeanu 30' Claudiu Vlad 35' Marian Chiripus 37' |       |           | Aréna za Lužánkami, Brno |

| 24. srpna 2019 14:00 |       |                   |                          |
| Česko                | 1 : 1 | Slovensko         | Aréna za Lužánkami, Brno |
| Richard Svoboda 22'  |       | Martin Kapráľ 30' | Aréna za Lužánkami, Brno |

| 24. srpna 2019 15:30 |        |                                                                         |                          |
| Slovensko | 11 : 2 | Španělsko                                                               | Aréna za Lužánkami, Brno |
| Ján Andrejko 4', 17' Adrián Hricov 8' Martin Ďuráči 10', 44' Erik Szabo 14' Erik Takáč 23' Tomáš Mikluš 37' Rudolf Beliš 38' Dominik Rolinec 40', 42' |        | Victor Manuel De Arriba Sanchez 18' Javier Nicolas Escobar Gonzalez 41' | Aréna za Lužánkami, Brno |

| 24. srpna 2019 17:00                  |       |                                |                          |
| Česko                                 | 2 : 2 | Rumunsko                       | Aréna za Lužánkami, Brno |
| David Pozníček 19' Dominik Kostka 24' |       | Robert Dragan Paulevici 4', 7' | Aréna za Lužánkami, Brno |